# Großer Horst
Großer Horst este o arie protejată (arie specială de conservare — SAC, sit de importanță comunitară — SCI) din Germania întinsă pe o suprafață de 94,57 ha, integral pe uscat.

## Localizare
Centrul sitului Großer Horst este situat la coordonatele 53°09′40″N 12°04′09″E / 53.1611°N 12.0692°E.

## Înființare
Situl Großer Horst a fost declarat sit de importanță comunitară în septembrie 2000.

## Biodiversitate
Situată în ecoregiunea continentală, aria protejată conține 4 habitate naturale: Cursuri de apă de la nivel de câmpie la nivel montan, cu vegetație Ranunculion fluitantis și Callitricho-Batrachion, Păduri de fag Luzulo-Fagetum, Păduri de fag Asperulo-Fagetum, Păduri aluvionare cu Alnus glutinosa și Fraxinus excelsior (Alno-Padion, Alnion incanae, Salicion albae).
La baza desemnării sitului se află o specie protejată de  pești: zglăvoacă (Cottus gobio).
Pe lângă speciile protejate, pe teritoriul sitului au mai fost identificate 6 specii de plante.